# دوروشفکا
دوروشفکا (انگلیسی: Doroshevka) یک شهرک در شهرستان داولکانوفسکی در استان باشقیرستان کشور روسیه است.